# موتوهيرو هاتا
موتوهيرو هاتا (باليابانية: 秦基博؛ بالكانا: はた もとひろ) هو مغني ومغن مؤلف ياباني، ولد في 11 أكتوبر 1980 في نيتشينان في اليابان.

## وصلات خارجية
- الموقع الرسمي
- موتوهيرو هاتا على موقع IMDb (الإنجليزية)
- موتوهيرو هاتا على موقع ميوزك برينز (الإنجليزية)
- موتوهيرو هاتا على موقع ديسكوغز (الإنجليزية)
- موتوهيرو هاتا على موقع قاعدة بيانات الفيلم (الإنجليزية)